# Gypsophila steupii
Gypsophila steupii är en nejlikväxtart som beskrevs av Schischkin. Gypsophila steupii ingår i släktet slöjor, och familjen nejlikväxter. Inga underarter finns listade i Catalogue of Life.